# Cryptotis woodmani
Cryptotis woodmani — вид ссавців родини землерийкових (Soricidae). Це ендемік Мексики.